# Spencer Lee
Spencer Richard Lee (Denver, 14 de octubre de 1998) es un deportista estadounidense que compite en lucha libre. Participó en los Juegos Olímpicos de París 2024, obteniendo una medalla de plata en la categoría de 57 kg.

## Palmarés internacional
| Juegos Olímpicos | Juegos Olímpicos | Juegos Olímpicos | Juegos Olímpicos |
| Año              | Lugar            | Medalla          | Categoría        |
| ---------------- | ---------------- | ---------------- | ---------------- |
| 2024             | París (Francia)  | Medalla de plata | 57 kg            |